# Raiffeisenbank Südstormarn Mölln
Die Raiffeisenbank Südstormarn Mölln eG ist eine deutsche Genossenschaftsbank mit Sitz in der schleswig-holsteinischen Stadt Mölln im Kreis Herzogtum Lauenburg. Der Verwaltungssitz befindet sich in Trittau.

## Geschichte
Die heutige Raiffeisenbank Südstormarn Mölln eG entstand im Jahr 2011 aus der Fusion der Raiffeisenbank Südstormarn eG mit dem Sitz in Großhansdorf und der Volks- und Raiffeisenbank Mölln eG mit dem Sitz in Mölln. Die ehemalige Volks- und Raiffeisenbank eG Mölln entstand im Jahr 2004 durch die Fusion der Volksbank Ratzeburg eG mit dem Sitz in Ratzeburg mit der Raiffeisenbank eG Mölln mit dem Sitz in Mölln.
Die Raiffeisenbank eG Mölln entstand im Jahr 1990 durch die Fusion der Raiffeisenbank eG Breitenfelde mit dem Sitz in Breitenfelde mit der Raiffeisen Kredit- und Handelsgenossenschaft Wittenburg eG mit dem Sitz in Wittenburg. Die Raiffeisenbank eG Breitenfelde fusionierte zuvor 1987 mit der Raiffeisenbank eG Siebenbäumen mit dem Sitz in Siebenbäumen.
Die Gründung der Raiffeisenbank Südstormarn eG ist heute nicht nachvollziehbar. Eines der Vorgängerinstitute war die Spar- und Darlehnskasse Siek-Großhansdorf eGmbH. Die Raiffeisenbank Südstormarn eG fusionierte im Jahr 1995 mit der Raiffeisenbank Trittau eG mit dem Sitz in Trittau und dann im Jahr 1999 mit der Raiffeisenbank Havighorst eG mit dem Sitz in Havighorst.

## Rechtsverhältnisse
Die Raiffeisenbank Südstormarn Mölln eG ist im Genossenschaftsregister beim Amtsgericht Lübeck unter GnR 101 MÖ eingetragen.

## Organisationsstruktur
Rechtsgrundlagen sind das Genossenschaftsgesetz und die durch die Vertreterversammlung beschlossene Satzung. Organe der Bank sind der Vorstand, der Aufsichtsrat und die Vertreterversammlung. 

## Sicherungseinrichtung
Die Raiffeisenbank Südstormarn Mölln eG ist der amtlich anerkannten Sicherungseinrichtung des Bundesverbandes der Deutschen Volksbanken und Raiffeisenbanken GmbH und der zusätzlichen freiwilligen Sicherungseinrichtung des Bundesverbandes der Deutschen Volksbanken und Raiffeisenbanken e.V. angeschlossen. 

## Geschäftsausrichtung
Die Raiffeisenbank Südstormarn Mölln eG eine regional tätige Universalbankgeschäft und gehört der Genossenschaftlichen FinanzGruppe Volksbanken und Raiffeisenbanken an. Als eingetragene Genossenschaft (eG) ist sie dem Genoverband e.V. und dem Bundesverband der Deutschen Volksbanken und Raiffeisenbanken (BVR) angehörig. Im Verbundgeschäft arbeitet sie mit der DZ Bank, R+V Versicherung, Bausparkasse Schwäbisch Hall, Teambank, VR Smart Finanz, MünchenerHyp, Reisebank, DZ Privatbank, DZ Hyp und der Union Investment zusammen.

## Geschäftsgebiet
Das Geschäftsgebiet liegt im Nordosten und im Zentrum des Kreises Herzogtum Lauenburg, im Süden des Kreises Stormarn sowie im Westen des Landkreises Ludwigslust-Parchim in Mecklenburg-Vorpommern.
An diesen Orten betreibt die Bank Filialen:
- Mölln (jur. Sitz, Geschäftsstelle)
- Trittau (Hauptstelle + 1 Geschäftsstelle)
- Ahrensburg (Geschäftsstelle)
- Barsbüttel (Geschäftsstelle)
- Großhansdorf (Geschäftsstelle)
- Oststeinbek (Geschäftsstelle)
- Ratzeburg (Geschäftsstelle)
- Wittenburg (Geschäftsstelle)
- Zarrentin (Geschäftsstelle)